# Paseo José María Vargas

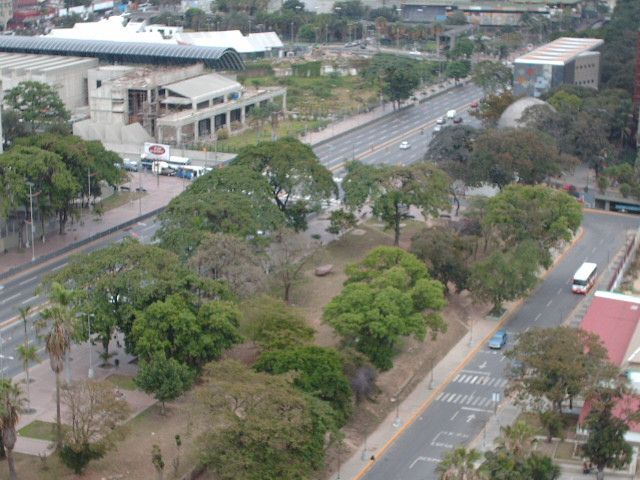
Vista de la avenida Bolívar y parte este del Paseo Vargas

Paseo José María Vargas o Parque José María Vargas es un espacio público de Caracas, Venezuela que se encuentra ubicado en el centro histórico de esa ciudad. Recorre las parroquias San Agustín y Santa Rosalía del Municipio Libertador. Lleva su nombre en honor al presidente y médico venezolano José María Vargas.
Tiene un recorrido en línea recta de 1,5 km a los lados de la Avenida Bolívar de Caracas. Fue ideado con el fin de unir el paso peatonal desde el Parque El Calvario al centro-oeste con el Parque Los Caobos al centro-este de la ciudad, pasando por las plazas O'Leary, Caracas, Ibarra, Justicia, aérea y Museos.

## Historia
En 1984 se inician los planes para la ejecución de la obra en los terrenos desocupados alrededor de la avenida Bolívar pertenecientes al Centro Simón Bolívar; en 1985 una comisión presidencial designa a los arquitectos y urbanistas José Tomás Sanabria, Fruto Vivas, Antonio Cruz Fernández y Juan Andrés Vegas para la iniciación del proyecto en honor a los héroes civiles de Venezuela. Ese año comienza la construcción del parque que debía incluir una "Gran Plaza Cívica" sobre el eje de las avenidas Fuerzas Armadas, Bolívar, Lecuna y Universidad, las aceras peatonales debían ser de 90 metros incluyendo los jardines, arbustos, asientos de madera y hierro. 
En 1986 se comienzan a construir el Palacio de Justicia de Caracas y la escuela Cristóbal Rojas ubicadas dentro del eje; en 1987 se concluyen las aceras del paseo y un año más tarde la plaza aérea entre el Complejo Parque Central, el Teatro Teresa Carreño y el entonces Hotel Hilton, hoy Alba Caracas. A partir de ese año las obras del paseo comenzaron a paralizarse por falta de presupuesto o a construirse de manera más lenta. En 1989 se inaugura otra de las plazas del proyecto, la Plaza Próceres Civiles y se comienza a construir la Galería de Arte Nacional (GAN). En 1992 se culmina el edificio sur del Palacio de Justicia pero se paralizan hasta hoy las obras en el edificio norte y la Plaza de la Justicia, fundamental para unir peatonalmente con la Plaza Diego Ibarra. La construcción de la GAN es paralizada y se retoman en 1997 cuando se inaugura el Museo de la Estampa y del Diseño Carlos Cruz Diez. En 1999 se paralizan de nuevo las obras de construcción de la GAN.
En 2003 se decide utilizar un área de 3.000 m² para cultivos organopónicos cambiando la forma del proyecto. En 2005 se retoma la construcción de la GAN para un año después ser inaugurada la primera etapa. En 2008 Hugo Chávez anuncia la remodelación total del área incluyendo la construcción de la Plaza de la Revolución, dos edificios ecológicos y un mercado para la economía popular sobre el área que ocuparía la nunca construida Gran Plaza Cívica. Además se sustituirá la estatua de Bolívar civil por otra.